# Мирний час
Ми́рний час — епоха або відрізок часу в історії якої-небудь держави, коаліції держав, позначена відсутністю відкритих військових конфліктів та війн між народом, що живе на даній території, та іншим народом.
Мирний час ґрунтується на невоєнній зовнішній політиці між державами, врахуванні національних інтересів кожної зі сторін, а також на договорах, або інших документах, узгоджених між сторонами.
Часто мир переривається війною.
За даними Р. Джексона, після 1945 року на планеті було всього лише 26 мирних днів.
Мир (мирний час) є метою будь-якої війни.
Метою війни є мир, який був би кращим від довоєнного. Б. Г. Ліддел Гарт
Мирний час, передування війні (воєнному часу), зазвичай характеризується підготовкою до майбутнього військового зіткнення. Швидкими темпами починається виробництво озброєння та військової техніки, спостерігається велике виділення грошових коштів з казни держави на військові потреби. Проводиться інтенсивна виховна та моральна підготовка населення до війни.
Мирному часу передує капітуляція однієї із сторін, або взаємні поступки обох сторін.
Мирний час, якій наступає після війни характеризується власне закріпленням миру, відновленням руйнувань, швидкими темпами зростання економіки і великими фінансовими витратами.